# 朝木貴行
朝木 貴行（あさき たかゆき、11月28日 - ）は、日本の漫画家・イラストレーター。男性。日本ローレグ・ライズ協会 名誉理事。

## 概要
2002年、『ファンタジーワールドCG制作ガイド』（工学社）でイラストレーターとしてデビュー。『ミルキーツインズ ママは戦うメイドさん』（キルタイムコミュニケーション）等ジュブナイルポルノの挿絵（イラスト）を経て、2004年「おしっ娘大惨事」で『コミックエルオー』No.4（茜新社）より漫画家としてデビュー。
主に成人向け漫画を執筆し『コミックエルオー』（茜新社）を中心に活動していたが、2016年より『コミックメガストアα』（コアマガジン）での活動を開始した。
ローレグを好み、ほぼすべての作品において、少女の下着はローレグで描かれている。
同人サークル「朝木blog出張所」を主宰し、コミックマーケット等の同人誌即売会に参加している。

## 作品リスト

### 成人向け漫画
1. 『ちょいすじ』 2005年3月25日発売[5]、茜新社〈TENMACOMICS LO #13〉、ISBN 4-87182-748-8
2. 『ろぉーれぐ』 2006年8月25日発売[6]、茜新社〈TENMACOMICS LO #30〉、ISBN 4-87182-868-9
3. 『しょーぱん!!』 2008年9月26日発売[7]、茜新社〈TENMACOMICS LO #60〉、ISBN 978-4-86349-025-3
4. 『ちょいおま!』 2010年10月28日発売[8]、茜新社〈TENMACOMICS LO #94〉、ISBN 978-4-86349-184-7
5. 『しょうごの』 2013年6月28日発売[9]、茜新社〈TENMACOMICS LO #138〉、ISBN 978-4-86349-372-8
6. 『鋼の衣の乙女達』 2019年4月25日発売[10]、コアマガジン〈メガストアコミックス577〉、ISBN 978-4-86653-299-8

### イラスト
- 『ファンタジーワールドCG制作ガイド』 2002年8月1日（2002年8月9日発売[11]）、工学社〈I/O別冊〉、ISBN 4-87593-364-9
- 『ミルキーツインズ ママは戦うメイドさん』 2003年8月29日発売[12]、KTC〈二次元ドリームノベルズ097〉、原作：湊甚七、ISBN 4-89637-160-7
- 『特命教師 瞳』 2005年4月20日発売[13]、KTC〈二次元ドリームノベルズ156〉、原案：colors / 原作：鈴木忍 / 表紙：黒木雅弘、ISBN 4-86032-164-2
  - 二次元ドリームマガジン 2004年6月号 Vol.16 - 2004年10月号 Vol.18まで連載
- 『colorsアンソロジーコミック２ 魔法少女アイ』 2005年10月22日発売[14]、KTC、ISBN 4-86032-214-2
- 『ライダースーツヒロインアンソロジーコミックス』 2006年1月29日発売[15]、KTC〈二次元ドリームコミックス17〉、表紙、ISBN 4-86032-238-X
- 『お姉ちゃんづくし』 2008年3月21日発売[16]、KTC〈二次元ドリームコミックス〉、表紙、ISBN 978-4-86032-549-7
- 『二次元ドリームマガジン 2009年4月号 Vol.45』 2009年2月17日発売[17]、KTC、ピンナップポスター、ASIN B001RCKQA4
- 『ミリコスガールズ ‐Military Equipment Girls‐』 2013年3月29日発売[18]、ワニブックス、ISBN 978-4-84709-146-9
- 『イラストでまなぶ! 世界の特殊部隊 アメリカ編』 2014年2月21日発売[19]、ホビージャパン、ISBN 978-4-79860-744-3
- 『イラストでまなぶ! 世界の特殊部隊 ロシア・ヨーロッパ・アジア編』 2014年3月31日発売[20]、ホビージャパン、ISBN 978-4-79860-795-5

### コラム
- 『サバゲしようよ♡』 MC☆あくしず〈イカロス出版〉 2012年2月号 Vol.23 - 2014年11月号 Vol.34

### アダルトアニメ
- 『ちょいすじ』 （ANIMAC）
  - 『Vol1. ちょいすじ』 2007年6月22日発売[21]
  - 『Vol2. しーぱっぱ』 2007年11月23日発売[22]